# Цветы провинции (фильм)
«Цветы провинции» (белор. Кветкі правінцыі) — белорусский кинофильм режиссёра Дмитрия Зайцева, экранизация автобиографического романа «Цветы провинции» Георгия Марчука.

## Сюжет
Фильм рассказывает о молодом поэте Адасе Доле, живущем в начале 1970-х годов в провинциальном городке Белоруссии.
Самоубийство матери делает его сиротой при живом отце, не принимающем участия в воспитании сына. Вступив в самостоятельную жизнь, Адась всё чаще возвращается к вопросу: «Почему ушла из жизни его мать?».

## В ролях
- Вячеслав Титов — Адась
- Лев Дуров — доктор
- Александр Кашперов
- Галина Кухальская
- Борис Невзоров — отец
- Александр Сайко
- Ольга Сизова
- Стефания Станюта
- Александр Тимошкин
- Дмитрий Буров — Кирилл

## Съёмочная группа
- Режиссёр-постановщик — Дмитрий Зайцев
- Автор сценария — Дмитрий Зайцев
- Автор сюжета — Георгий Марчук
- Оператор-постановщик — Владимир Спорышков
- Художник-постановщик — Александр Верещагин
- Звукорежиссёр — Сергей Чупров

Съемки фильма велись в родном автору Давид-Городке и в Пинске.
Лев Дуров участвовал в съемках всего два дня, специально приехав в Минск по приглашению Марчука, при этом экспромтом добавил в текст своей роли анекдот.

## Призы и награды
Художник-постановщик фильма Александр Верещагин награждён Призом жюри игровых фильмов на кинофестивале «Золотой Витязь-95» за лучшее изобразительное решение.
Создатели фильма в 1996 году удостоены Государственной премии Республики Беларусь: автор экранизированной книги и сценарист Георгий Марчук, режиссёр Дмитрий Зайцев, оператор Владимир Спорышков и исполнитель главной роли Вячеслав Титов).

## Критика
Было отмечено, что фильм стал «одним из неровных, но живых фильмов о деревне» в период общего спада белорусского кино после провозглашения независимости.